# 羅伯遜維爾鎮區 (北卡羅萊納州馬丁縣)
羅伯遜維爾鎮區（英語：Robersonville Township）是位於美國北卡羅萊納州馬丁縣的一個鎮區。

## 地方資料
羅伯遜維爾鎮區的面積為136.23平方千米，皆為陸地。根據2020年美國人口普查的數據，當地共有人口2938人，而人口密度為每平方千米21.57人。